# Даунсайклинг
Даунсайклинг (на английски: Downcycling) е рециклиране, при което отпадните материали се използват за създаване на нов продукт, като новият продукт или материал е по-нискокачествен от оригиналния такъв, но въпреки това е напълно използваем.
Голяма част от рециклирането е даунсайклинг, тоест стойността и качеството на рециклираните материали постепенно намалява. Добър пример за това е пластмасата – с изключение на пластмасовите бутилки, когато различни пластмаси се рециклират, те се смесват и бива създадена нова, хибридна пластмаса, която е от по-ниско качество и е по-евтина, такава пластмаса се използва например за производството на легнали полицаи и настилки по пътища.